# ウィリマンティック (コネチカット州)
ウィリマンティック（英: Willimantic）は、アメリカ合衆国コネチカット州ウィンダム郡南西隅に位置するウィンダム町（人口は2009年で23,733人）の中にあるビレッジかつ国勢調査指定地域（CDP)である。2010年の国勢調査では人口17,737 人だった。域内には東コネチカット州立大学とウィンダム繊維歴史博物館がある。ウィリマンティックは1893年に市として法人化され、1895年からパットナムと共にウィンダム郡の郡庁所在地になった。1960年にウィンダム郡政府が廃止されて郡庁所在地の位置づけがなくなり、さらに1983年にはウィリマンティック特殊サービス地区に置き換わり、市ではなくなった。コネチカット州選出アメリカ合衆国上院議員を30年間務めたクリストファー・ドッドがウィリマンティックの出身である。

## 歴史
ウィリマンティックとはアルゴンキン語で「素早く流れる水のある土地」という意味である。1821年より以前はウィリマンティック・フォールズと呼ばれる村であり、約20家族と単一の教育学区があるだけだった。1822年、チャールズ・リーがウィリマンティック川沿いから切り出した石を使ってメインストリート沿いに工場を建設した。それ以前にもウィリマンティック川岸に小さな店や製造所が建設されていたが、この時がウィリマンティックの工業化の始まりだった。1825年、ジルソン3兄弟がウィリマンティック川沿いに工場を建設し、1827年、2つ目の建物を建設した。1828年までに、綿糸工場が6社あり、全てが7年間の間に建てられたものだった。ウィリマンティック川岸にアメリカン・スレッド・カンパニーが工場を建てたので、町は「糸の都市」と呼ばれ、一時期は世界最大級の糸の生産者となり、州内最大の雇用主だった。その工場は世界で初めて電灯を使用したものになった。1833年、ウィリマンティックはウィンダム町のボロとなり、1893年にウィリマンティック市となった。

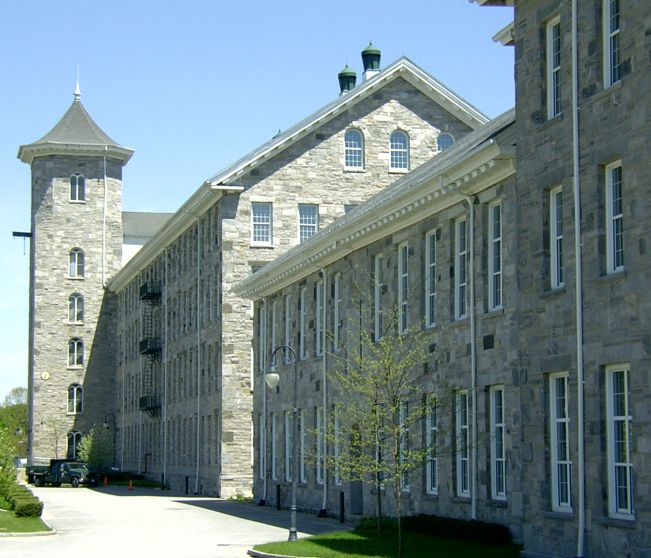
旧アメリカン・スレッド・カンパニー工場

南北戦争の終戦から第二次世界大戦の開戦時まで、ウィリマンティックは絹と綿の糸の生産中心だった。ヨーロッパからの移民が工場で働くために渡って来た。アイルランド、イタリア、ポーランド、ドイツ、フランス系カナダ人が入って来た。後にはエストニア、ウクライナ、ラトビア、リトアニア、プエルトリコからも工場労働者の職を求めて移ってきた。
鉄道がウィリマンティックの成長を加速した。1890年代の高速列車「ホワイト・トレイン」がボストンとニューヨークを結び、その間にある数少ない停車駅の1つがウィリマンティックだった。20世紀初期、毎日50ないし100編成の列車がウィリマンティックを通った。町のプロスペクトヒル地域では800以上の華美なヴィクトリア様式の家屋が建てられ、その地区は現在アメリカ合衆国国家歴史登録財に指定されている。町は繁栄し、1860年の人口5,000人足らずから、1910年の12,100人以上にまで成長した。
しかし、その後に厳しい時代が続いた。アメリカン・スレッド社は1985年にノースカロライナ州に移転した。同社が無ければ町の経済は低迷した。1983年、市とウィンダム町が統合され、再度1つの町になった。統合されたウィンダム町の失業率は2014年12月時点で7.8%だった。2002年、「ハートフォード・クーラント」紙が、町の小ささに比例しないウィリマンティックでのヘロインの異常な使用を説明する「ヘロインの町」という議論の多い捜査を行った。この記事は地元住民を混乱させたが、州はこの問題を研究するタスクフォースを指名した。さらに加えて、かつて薬物の使用と売春で知られたホテル・フッカーが、セス・ショーンシー・ホテルと呼ばれる過渡的住居施設として振り向けられた。このホテルは後にウィンダム・ハウスと改名され、現在は閉鎖されている。
今日、町を再活性化させるためのプロジェクトが幾つか進行中である。ウィリマンティック・ホワイトウォーター・パートナーシップは、ホワイトウォーター公園と研究施設を開発することでリバーフロントの再生を図っている。町にある使われなくなった工場の建物は、アートスペースによって芸術家の住居スペースに転換されてきた。地域にハイテク企業を誘致する動きは、元の工場建物を小さな技術企業の立ち上げのための空間として使うようになった。

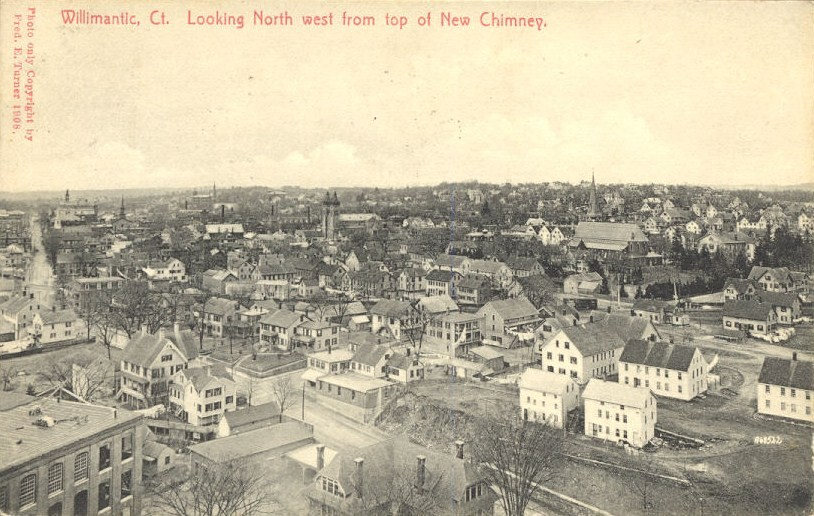
1908年の町の概観
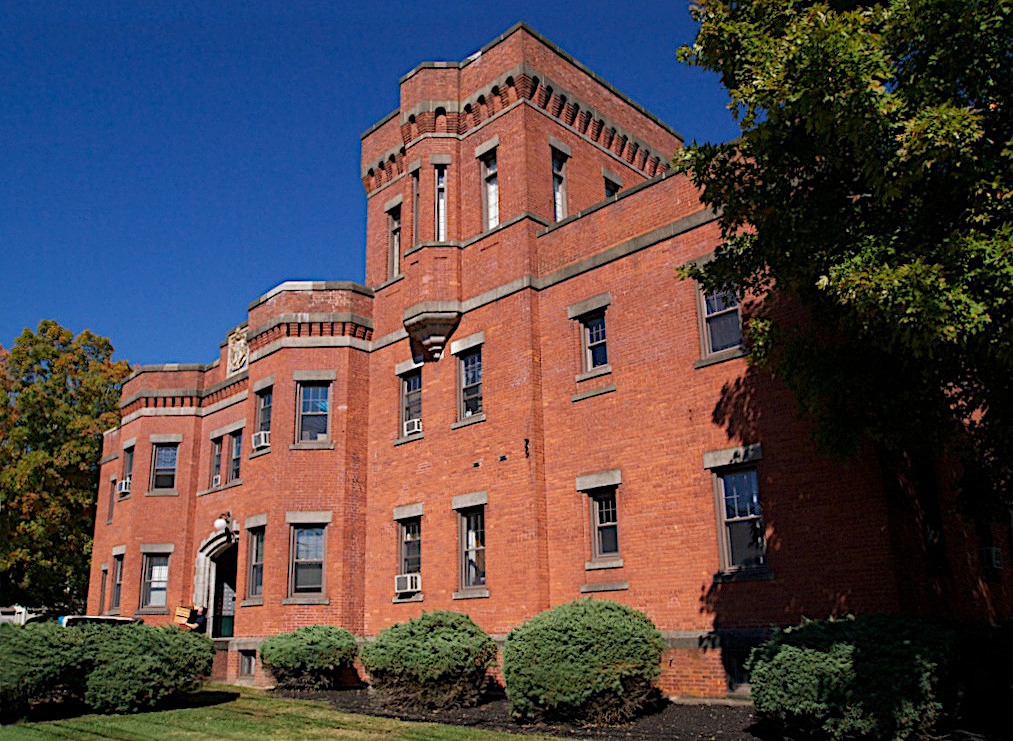
ウィリマンティック武器庫
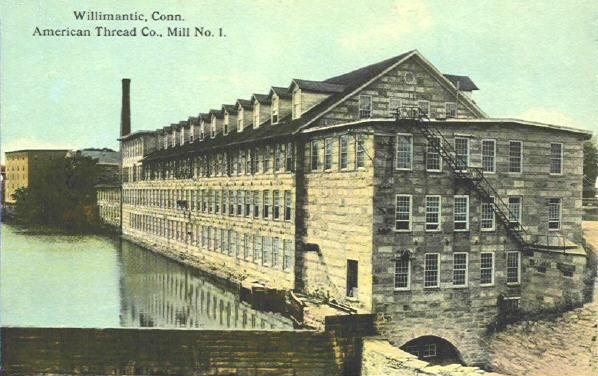
ミル第1号、1912年頃
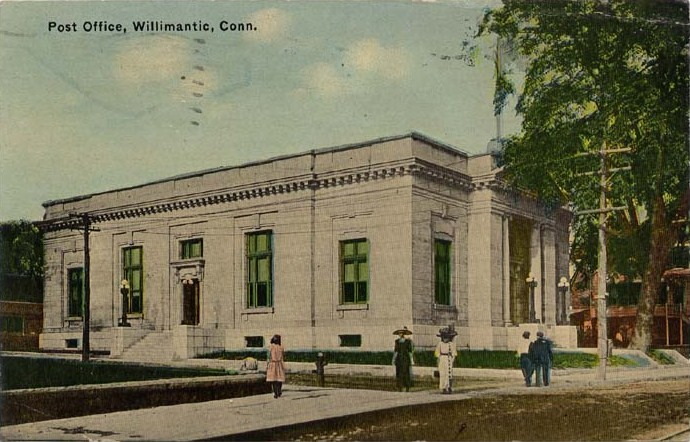
郵便局、1913年頃

## ウィリマンティックの見どころ
- ウィリマンティック・ブーム・ボックス・パレード[13]、1986年、地元のウィンダム高校マーチングバンドが解隊されたことに伴い、土地のパレードファンであるキャスリン・クラークが地元ラジオ局WILIにアプローチして大衆のパレードを行うアイディアを持ち込んだ。そのラジオ局に、収集していたビンテージものの行進曲レコードを提供し、パレードの間にその愛国的行進曲を演奏させる案を出した。パレードの参加者はそのブーム・ボックス（ラジカセ）を持ってきて、AM1400kHzに合わせることを奨励される。このパレードが当たり、音楽の生演奏が無いパレードという特徴あるアイディアがCBSイブニングニュースやワシントン・ポストの注意を惹いた[14]。パレードの中心となるのはWILIラジオであり、土地の有名人はウェイン・ノーマンである。パレードへの参加は観客と同じくらい重要であり、参加者の大半はその創造性と国民的誇りを観衆と分け合うことを願う個人あるいは市民の団体である。ウィスコンシン州マディソン、テキサス州ラボックから、ニューヨーク州ニューフェインやアリゾナ州ブルヘッドシティまで、ブームボックス・パレードを行っている都市があるが、ウィリマンティックほど大きなものはない[15]
- 第3木曜日ストリート祭[16]、5月から9月までの毎月第3木曜日、ウィリマンティック・ルネッサンス Inc. が、あらゆる年齢の聴衆のために幅広い音楽とエンタテインメントを開催している。人々は国際的な民族料理や地ビールあるいはソーダを味わうことができる。通りは100個ほどの屋台や、工芸者、ストリートパフォーマー、子供の活動で一杯になる。完全にボランティアによって組織され、有給のスタッフがいない地域社会の行事である。この祭りは2002年に始まり、毎年約8,000人の観衆を集めている[17]
- ウィリマンティック・フード・コープ[18]、州内で唯一、店頭の食品協同組合がある町である。大型のバイヤー・クラブで生まれ、1980年にメインストリートでオープンした。その10年後に数ブロック離れたメドウ通り27にある大きなスペースに移転し、店のほとんどの商品は協同組合メンバーの人の繋がりで移動された。さらにその15年後、バレー通り91の一際大きいスペースに移動し、現在まで続いている。協同組合は中心街カントリーフェアを毎年秋に開催し、ファーマーズマーケット、音楽生演奏、料理、工芸品が出され、子供の活動がある
- ウィリマンティック・フットブリッジ、1907年に建設された歩道橋であり、2つの州道を結んでおり、道路、鉄道、川の3つを越えていることでは国内唯一の歩道橋である
- プロスペクトヒル歴史地区、建物の数が993あり、州内最大の登録財のある歴史地区であり、その88%が建築史的に重要である
- ヴィクトリア・デイズ、ウィリマンティック・ヴィクトリア地区協会が創設し、6月の第一週末に開催され、ホームツアー、ヴィクトリア・ティー、トロリー・ツアー、アートショー、博物館、コンサート、特別行事などがある
- ロマンティック・ウィリマンティック[19]、バレンタインデーを「ロマンティック・ウィリマンティック」として祝っている。1981年から毎年地元市民指導者がその市への貢献に応じて、ウィリマンティックの「キューピッド」に指名されている。バレンタインデーの週末あるいは翌日に「ロマンティック・ウィリマンティック・チョコレート祭」が開催され、ボードビルショー、歴史あるメインストリートでのチョコレート・チップ・ストロール、チョコレート料理を出すレストラン、チョコレートケーキのコンテストなどが行われる
- 糸の都市パン、ウィリマンティックでは「糸の都市パン」と呼ぶ地方通貨を持っている。この通貨は多くの地元企業で通用する[20]
- 2008年8月、"Bizjournals.com"が、生活の質、位置、その他の要素を考慮して、国内の望ましい町第43位にウィリマンティックを挙げた。
- 糸の都市クロッシング（蛙橋）、建築的にデザインされた橋、2001年6月開通。高さ8フィート (2.4 m) の蛙の青銅像が、コンクリート製糸紡ぎの上に乗っている。レオ・ジェンセンの設計である。橋の糸紡ぎはウィリマンティックが綿糸と絹の製造業で傑出していたことを表象している。蛙は伝説にある1754年ウィンダム蛙戦闘を表している[21]
- ガーデン・オン・ザ・ブリッジ[22]、1857年にライマン・ジョーダンとナサニエル・オリンが建設した細い石造りのアーチ橋である。建設費は3,200ドルであり、ウィリマンティック・リネン社が出資し、町の裕福な市民に税率8%を加算した。1907年、町の住人はこの橋を広げようとしたが、新しい橋の方が良いということになった。その90年後、「糸の都市クロッシング」橋が開通し、2006年10月22日のウィンダム・ガーデン・オン・ザ・ブリッジの開通となった[23]。2007年6月2日、ウィンダム・ガーデン・オン・ザ・ブリッジは、ウィンダム庭園クラブの設立会長であるバージニア・ダロウに捧げられた。庭園はウィンダム庭園クラブのボランティアと公共事業雇員によって維持されている
- コネチカット東鉄道博物館は、ウィリマンティック中心街のブリッジ通り近くにある。元はコロンビア・ジャンクション貨物操車場があった場所だった。収集品には機関車や車両があり、ビンテージな鉄道建物や最初の基礎の上に再建された6区画転車台付き機関車庫がある[24]

## 地理
アメリカ合衆国国勢調査局に拠れば、CDPの全面積は4.5平方マイル (11.6 km2)であり、このうち陸地4.4平方マイル (11.4 km2)、水域は0.1平方マイル (0.3 km2)で水域率は2.23%である。町内をウィリマンティック川が流れている。
州道14号線、同32号線、同66号線、同195号線、同289号線が町内を通っている。

## 人口動態
以下は2000年国勢調査による人口統計データである。
| 基礎データ - 人口: 15,823 人 - 世帯数: 5,604 世帯 - 家族数: 3,166 家族 - 人口密度: 1,391.6人/km2（3,607.0 人/mi2） - 住居数: 6,026 軒 - 住居密度: 530.0軒/km2（1,373.7 軒/mi2） 人種別人口構成 - 白人: 70.35% - アフリカン・アメリカン: 6.25% - ネイティブ・アメリカン: 0.59% - アジア人: 1.67% - 太平洋諸島系: 0.13% - その他の人種: 16.87% - 混血: 4.13% - ヒスパニック・ラテン系: 30.19% 年齢別人口構成 - 18歳未満: 22.6% - 18-24歳: 22.4% - 25-44歳: 27.3% - 45-64歳: 16.1% - 65歳以上: 11.5% - 年齢の中央値: 28歳 - 性比（女性100人あたり男性の人口） - 総人口: 95.0 - 18歳以上: 91.6 | 世帯と家族（対世帯数） - 18歳未満の子供がいる: 29.7% - 結婚・同居している夫婦: 33.5% - 未婚・離婚・死別女性が世帯主: 18.1% - 非家族世帯: 43.5% - 単身世帯: 33.2% - 65歳以上の老人1人暮らし: 12.7% - 平均構成人数 - 世帯: 2.45人 - 家族: 3.13人 収入と家計 - 収入の中央値 - 世帯: 30,155米ドル - 家族: 38,427米ドル - 性別 - 男性: 30,697米ドル - 女性: 23,297米ドル - 人口1人あたり収入: 15,727米ドル - 貧困線以下 - 対人口: 19.8% - 対家族数: 14.6% - 18歳未満: 25.7% - 65歳以上: 12.6% |

ウィリマンティックで最大の民間雇用主はウィリマンティック故紙会社であり、繊維製品の収集とリサイクル、金属のスクラップ、混合プラスティックの再溶解に特化している。ブランド・レックス・コーポレーションもウィリマンティックで大きなケーブル製造施設を維持しており、商業や工業用の特殊ワイヤーとケーブルを製造している。

## メディア

### 新聞
- 「ザ・クロニクル」— 日刊紙

### ラジオ
- WILI AM 1400、トークラジオ
- WILI-FM "I98.3" FM、トップ40
- WECS FM 90.1、東コネチカット州立大学が所有するラジオ局

## 教育
公立学校
- ウィンダム高校
- ウィンダム中学校
- ウィンダム工業高校
- アーツ・アット・キャピトル演劇芸能高校
- チャールズ・H・バローズSTEM フィールズ・アカデミー
- ナットチョーグ学校
- ノースウィンダム学校
- ウィンダム中央学校
- W・B・スウィーニー学校
- セントメアリー・セントジョセフ学校

高等教育機関として東コネチカット州立大学と、クィンボーグバレー・コミュニティセンターの中心街キャンパスがある。

## 大衆文化の中で
- 2003年のテレビドキュメンタリー『60 Minutes』でレポーターのダン・ラザーがウィリマンティックを取りあげ、フッカー・ホテルのヘロイン使用をリポートしていた
- 2004年のドキュメンタリー『ヘロイン・タウン』は『60 Minutes』の報道に反論し、多くの住民が真実ではないと考えることについて、肯定的解釈を流していた
- 2007年、作家で監督のA・D・カルボがその初作品『The Other Side of the Tracks』の一部をウィリマンティックで撮影した。さらに2011年夏、カルボは3作目の『House of Dust』を、東コネチカット州立大学キャンパスと、町内のその他の場所で撮影した。

## 著名な出身者

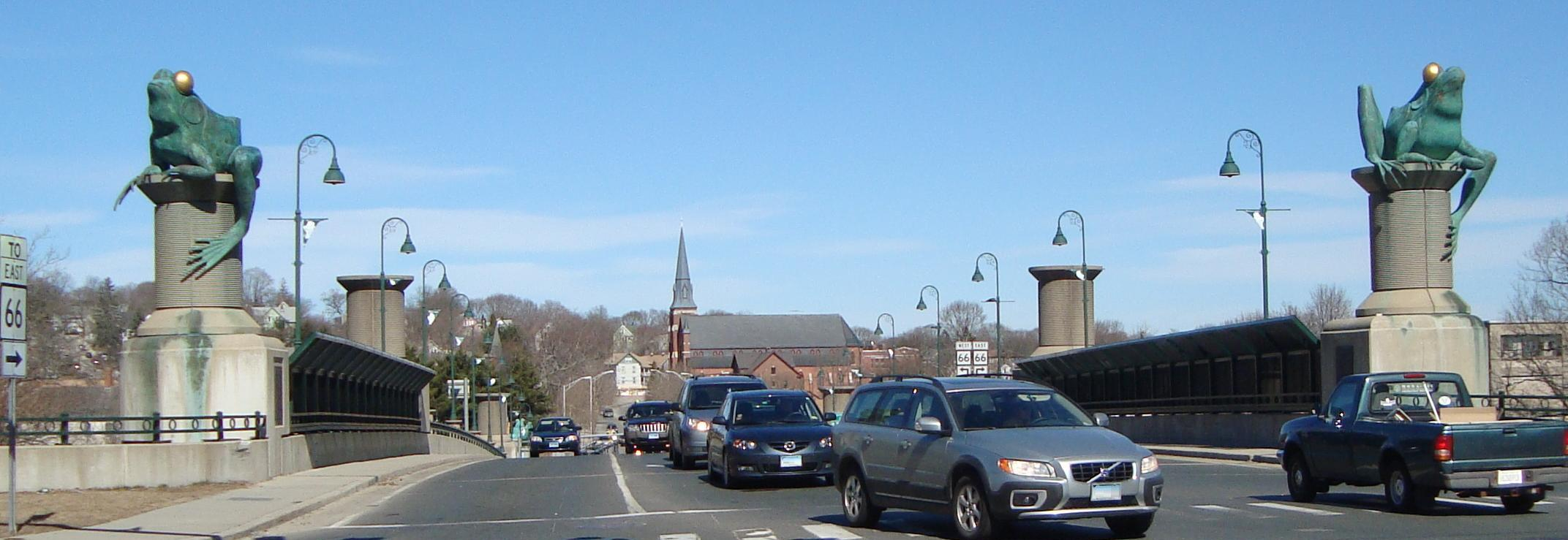
工場に隣接する橋に飾られた糸紡ぎの上の巨大な蛙

- ジョン・S・ウォー、化学者
- アイリーン・ファーレル、ソプラノ歌手